# Nybøl
Nybøl (tyska: Nübel) är en tätort i Sønderborgs kommun i Region Syddanmark i Danmark. Tätorten har 1 117 invånare (2024). Den ligger på Jylland, cirka 7 kilometer väster om Sønderborg.